# پورت ویکتوریا پی‌وی۷
پورت ویکتوریا پی‌وی۷ (به انگلیسی: Port_Victoria_P.V.7) یک هواگرد از نوع هواپیمای جنگنده ساخت شرکت پورت ویکتوریا است. هواگرد پورت ویکتوریا پی‌وی۷ نخستین پروازش را در ۲۲ ژوئن ۱۹۱۷ میلادی انجام داد. در مجموع، تعداد ۱ فروند از این هواگرد ساخته شده‌است.
طراح این هواگرد، W H Sayers بود.